# Matsumura Goshun
Matsumura Goshun (松村 呉春?), Goshun o Matsumura Gekkei (松村 月渓?), pseudonimo di Matsumura Toyoaki (Kyoto, 28 aprile 1752 – Kyoto, 4 settembre 1811), è stato un pittore giapponese.

## Biografia
Nacque in una famiglia benestante di ufficiali governativi della zecca reale.
I suoi genitori scelsero per lui una educazione e una istruzione basate sulla cultura cinese e giapponese, facendolo seguire da precettori che gli insegnassero la letteratura, la calligrafia e la pittura.
La sua carriera si svolse durante il periodo Edo (1615-1868), ed il suo stile lo collocò come una figura rappresentativa del naturalismo.
Da giovane fu costretto per mantenersi, a lavorare come scrittore di lettere d'amore per le meretrici di Kyoto.
Avvicinatosi alla pittura grazie ai maestri Onishi Suigetsu e Yosa Buson, realizzò fra il 1777 e il 1787 opere accostabili al gusto dei letterati (bunjin-ga) della scuola Nanga.
L'influenza del maestro Buson si evidenziò dai contenuti poetici, che Gosshun elesse come canoni della scuola Shijo, fondata da lui stesso.
La sua vita e la sua carriera subirono una svolta nell'anno 1781, quando morirono sia il padre sia il maestro Buson, eventi che lo indussero a trasferirsi a Osaka.
Negli anni successivi incontrò il celebre Okyo Maruyama, dal quale imparò le basi di un nuovo stile, che gli consentì di trasformare il suo soggettivismo da letterato in realismo affettivo, pur conservando caratteristiche proprie, come l'astrattezza, il distacco e il lirismo.
Nel tempio Myoho-in di Kyoto sono esposte alcune fre le sue opere più pregevoli, come il Paesaggio a colori su carta e un altro Paesaggio eseguito ad inchiostro di china.
Il suo capolavoro riconosciuto fu però Salici ed airone, caratterizzato da una delicatezza di pennello, usato quest'ultimo in una posizione inclinata, da una limpidezza di argomenti e da una dolcezza di spirito.
Lo stile di Goshun, denominato shijo-ha, dal nome del quartiere Shijodori di Kyoto dove abitò, fu portato avanti nel corso dei decenni dal fratello Matsumura Keibun e da Okamoto Toyohiko.
Al termine del periodo Edo, lo stile di Goshun si miscelò con quello della scuola "Maruyama", grazie a Shiokawa Bunrin (1807-1877).